# 레오 로하스
후안 레오나르도 산티얀 로하스(스페인어: Juan Leonardo Santillán Rojas, 1984년 10월 18일 ~ )는 에콰도르의 팬파이프 음악가이다. 독일의 갓 탤런트(다스 갓 탤런트)에 출연하였다.